# Live in Brooklyn
Live in Brooklyn è un EP audiovisivo del rapper statunitense Jay-Z, pubblicato nel 2012. L'EP è composto dalla serata finale del concerto registrato e filmato al Barclays Center di Brooklyn, New York City, in data 6 ottobre del 2012, dove Jay-Z si esibisce sul palco assieme alla moglie Beyoncé.
Programmato per il 9 ottobre 2012 esclusivamente su iTunes, l'album è pubblicato due giorni più tardi.
| Recensione | Giudizio |
| ---------- | -------- |
| AllMusic   | positivo |

## Tracce
1. Empire State of Mind (Live) – 4:32 (musica: Al Shux)
2. Run This Town (Live) – 3:15 (musica: Kanye West, No I.D.)
3. On to the Next One (Live) – 3:31 (musica: Swizz Beatz)
4. Give It To Me/Big Pimpin' (Live) – 4:07 (musica: The Neptunes/Timbaland)
5. '03 Bonnie & Clyde (Live) – 1:18 (musica: Kanye West)
6. Crazy in Love (Live) (Beyoncé featuring Jay-Z) – 3:06 (musica: Rich Harrison, Beyoncé Knowles)
7. Public Service Announcement (Live) – 2:32 (musica: Just Blaze)
8. Young Forever (Live) (featuring Beyoncé) – 5:50 (musica: Kanye West)
9. Empire State of Mind (video) (musica: Al Shux)
10. Run This Town (video) (musica: Kanye West, No I.D.)
11. On to the Next One (video) (musica: Swizz Beatz)
12. Give It To Me/Big Pimpin (video) (musica: The Neptunes/Timbaland)
13. 03' Bonnie & Clyde (video) (musica: Kanye West)
14. Crazy in Love (Beyoncé featuring Jay-Z; video) (musica: Rich Harrison, Beyoncé Knowles)
15. Public Service Announcement (video) (musica: Just Blaze)
16. Young Forever (featuring Beyoncé; video) (musica: Kanye West)

## Classifiche
| Classifica (2012)         | Posizione massima |
| ------------------------- | ----------------- |
| Stati Uniti               | 36                |
| US Digital Albums         | 13                |
| US Top Rap Albums         | 5                 |
| US Top R&B/Hip-Hop Albums | 6                 |